# Takafumi Hori
Takafumi Hori (堀 孝史, Hori Takafumi) est un footballeur japonais né le 10 septembre 1967 à Atsugi dans la préfecture de Kanagawa reconverti entraîneur.